# Јохан Баптист фон Шпикс
Јохан Баптист фон Шпикс (њем. Johann Baptist von Spix; Хехштат, 9. фебруар 1781 — Минхен, 14. март 1826) је био њемачки природњак.
Шпикс је рођен у Хехштату. Након објављивања свог првог већег рада, књиге о историји зоолошке класификације (1810), именован је чланом Баварске академије наука. Године 1817. отпутовао је у Бразил да ради са Филипом фон Марцијусом, да би се вратио 1820. године са узорцима 6.500 биљака, 2.700 инсеката, 85 сисара, 350 птица, 150 водоземаца и 116 риба. То је образовало основу колекције Природњачког музеја у Минхену чији је он био први директор. Међу његовим открићима налази се Шпиксова ара, која је по њему добила име.